# جيمي سواريز
جيمي سواريز (بالإسبانية: Jaime Suárez Juesas)‏ هو لاعب كرة قدم إسباني في مركز الوسط، ولد في 31 ديسمبر 1996 في أبيط في إسبانيا. لعب مع Logroñés CF ‏.

## وصلات خارجية
- جيمي سواريز على موقع قاعدة بيانات كرة القدم.إي يو (الإنجليزية)
- جيمي سواريز على موقع Soccerway.com (الإنجليزية)